# Igor Pasjkevitsj
Igor Anatolevitsj Pasjkevitsj (Russisch: Игорь Анатольевич Пашкевич) (Moskou, 1 juli 1971 – Miami, 26 maart 2016) was een Russisch kunstschaatser. 

## Biografie
Pasjkevitsj behaalde een gouden medaille op de Wereldkampioenschappen kunstschaatsen voor junioren in 1990. In 1994 nam hij deel aan de Olympische Winterspelen in Lillehammer waar hij 15de werd. Op de Wereldkampioenschappen kunstschaatsen 1994 werd hij 9de. Elvis Stojko won die wereldkampioenschappen. Op de Europese kampioenschappen kunstschaatsen 1996 werd hij tweede. Vanaf 1996-1997 kwam hij uit voor Azerbeidzjan. Voor dat land werd hij zevende op de Europese kampioenschappen kunstschaatsen 1997. Op de Wereldkampioenschappen kunstschaatsen 1997 werd hij achtste. Op de Olympische Winterspelen 1998 werd hij 16de. Hierna sloot hij zijn carrière af.
Na zijn carrière werkte hij als trainer. Hij trainde onder meer Angela Nikodinov. Hij overleed in 2016 op 44-jarige leeftijd.